# Alchemilla grandidens
Alchemilla grandidens es una especie de planta del género Alchemilla, perteneciente a la familia Rosaceae.

## Taxonomía
Alchemilla grandidens fue descrita por Serguéi Yuzepchuk en 1941.

## Distribución
Se encuentra en el territorio de Transcaucasia.